# Louredal (El Franco)
Louredal (oficialmente y en asturiano: El Llouredal) es una casería perteneciente a la parroquia de Prendones, en el Concejo de El Franco, comarca de Eo-Navia, Principado de Asturias, España.